# Ihrig Károly

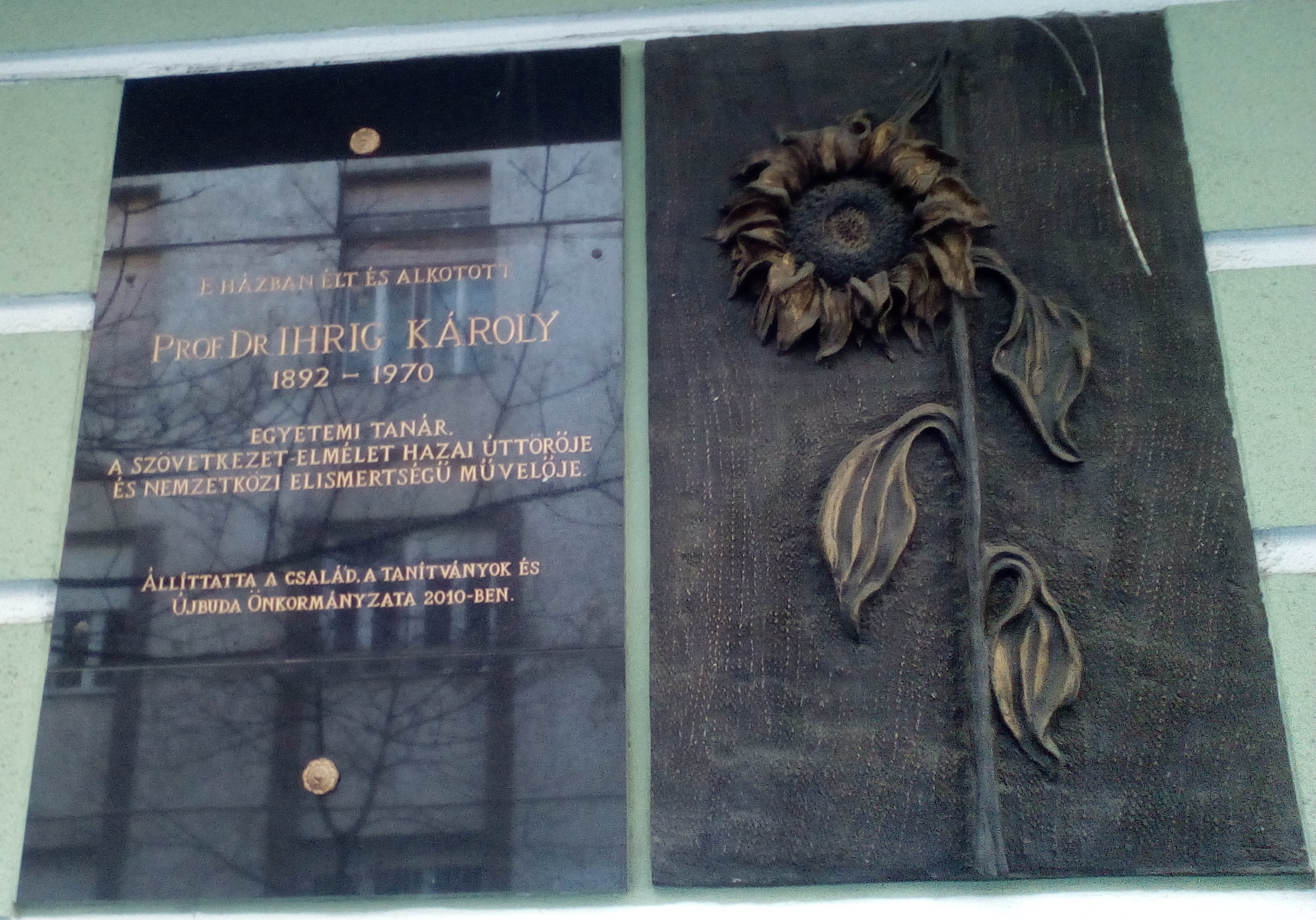
Ihrig Károly emléktáblája Budapest XI. kerületében, Lágymányoson, Lágymányosi utca 16. Alkotó: V. Majzik Mária.

Ihrig Károly (Szemlak, 1892. december 2. – Budapest, 1970. augusztus 27.) magyar jogász, agrárközgazdász, egyetemi tanár, a szövetkezet-elmélet magyarországi úttörője.

## Élete
Ihrig Károly 1892-ben született az Arad vármegyei Szemlakon evangélikus családban, Ihrig Károly gyógyszerész és Müller Irma fiaként. Elemi iskolai tanulmányait Bonyhádon, a középiskolát Bonyhádon és Szekszárdon végezte, 1910-ben érettségizett. A budapesti tudományegyetem jogi karának hallgatója lett, de az első világháború miatt csak 1918-ban szerzett jogtudományi doktorátust. 1914 és 1918 között megszakításokkal frontszolgálatot teljesített, 1918-ban tüzér főhadnagyként szerelt le. A budapesti tudományegyetem közgazdaság-tudományi karán lett a szövetkezetpolitikai intézet tanársegéde, majd 1919 és 1934 között adjunktusa. Ezalatt 1924-ben a szövetkezeti politika tárgykörben magántanári képesítést szerzett és egyetemi magántanár lett. 1934-ig a Magyar Gazdaszövetség igazgatója volt.
1934-ben a József Nádor Műszaki és Gazdaságtudományi Egyetem Mezőgazdasági és Állatorvosi Karán a szövetkezetpolitika nyilvános rendkívüli, majd 1936-ban nyilvános rendes tanára lett. 1934 és 1945 között a Szövetkezetpolitikai Intézet és 1941-től 1948-ig a kezdeményezésére felállított Mezőgazdaságpolitikai Intézet igazgatója, 1941 és 1942 között pedig a Kar dékánja volt. 1941-ben az MTA Vigyázó-jutalmával és Serbán-díjával ismerték el.
1935-től 1941-ig a Darányi Ignác Tudományos Társaság főtitkára, majd 1944-ig alelnöke volt. Alelnöke volt az Országos Mezőgazdasági Termelési és Költségvizsgáló Intézetnek és ügyvezető alelnöke a londoni International Conference of Agricultural Economists magyar csoportjának, és tagja volt párizsi Association Internationale d’Études Cooperatives-nek is. 1930 és 1944 között a római Nemzetközi Mezőgazdasági Intézet számára összeállított magyar mezőgazdaságról szóló évi jelentések szerkesztője, 1934-től 1968-ig A magyar mezőgazdasági szakirodalom könyvészete c. könyvsorozat I–VIII. köteteinek társszerkesztője volt. 1941 és 1944 között a Magyar Gazdák Szemléje és a Darányi Ignác Tudományos Társaság Kiadványai, 1941-től 1948-ig pedig a József Nádor Műszaki és Gazdaságtudományi Egyetem Mezőgazdaságpolitikai Intézet Kiadványai szerkesztőjeként is dolgozott.
A második világháború után, 1946-ban a Magyar Agrártudományi Egyetemen a szövetkezetpolitika nyilvános rendes tanára és a Dunavölgyi Agrártudományi Kutató Intézet igazgatója lett, majd 1949-ben kényszernyugdíjazták. Nyugdíjasként 1952-ig az Országos Mezőgazdasági Könyvtár (OMK) fordítója, 1952 és 1954 között a Magyar Mezőgazdasági Múzeum bibliográfusa, majd a Mezőgazdasági Üzemszervezési Intézet, illetve az MTA Közgazdaság-tudományi Intézetének szakértője volt.
A modern magyarországi mezőgazdasági statisztikai és agrárökonómiai kutatások elindítójaként, illetve a szövetkezet-elmélet hazai úttörőjeként és nemzetközileg elismert művelőjeként tartják számon. A magyarországi szövetkezetek gazdasági vizsgálatával, az állami beavatkozás jelentőségével és az egyéni mezőgazdasági tevékenység szabályozásának kérdésével, valamint a szomszédos országok – különösen Románia – agráriumával és az egymásra utalt dunavölgyi népek együttműködésének lehetőségeivel foglalkozott.
Felesége apatini Fernbach Mária (1912–1981) közgazdász volt. Két gyermekük született, Ihrig Károly Péter és Ihrig Klára. 1970-ben hunyt el Budapesten.
A budapesti Farkasréti temetőben található sírját 2007-ben védetté nyilvánították. Nevét viseli 2002-től a Debreceni Egyetemen az Ihrig Károly Gazdálkodás- és Szervezéstudományi Doktori Iskola és 2010-től az Ihrig Károly Tanulmányi Verseny. 2010-ben egykori, XI. kerületi lakóházánál tiszteletére emléktáblát avattak.